# Мессінський пік солоності

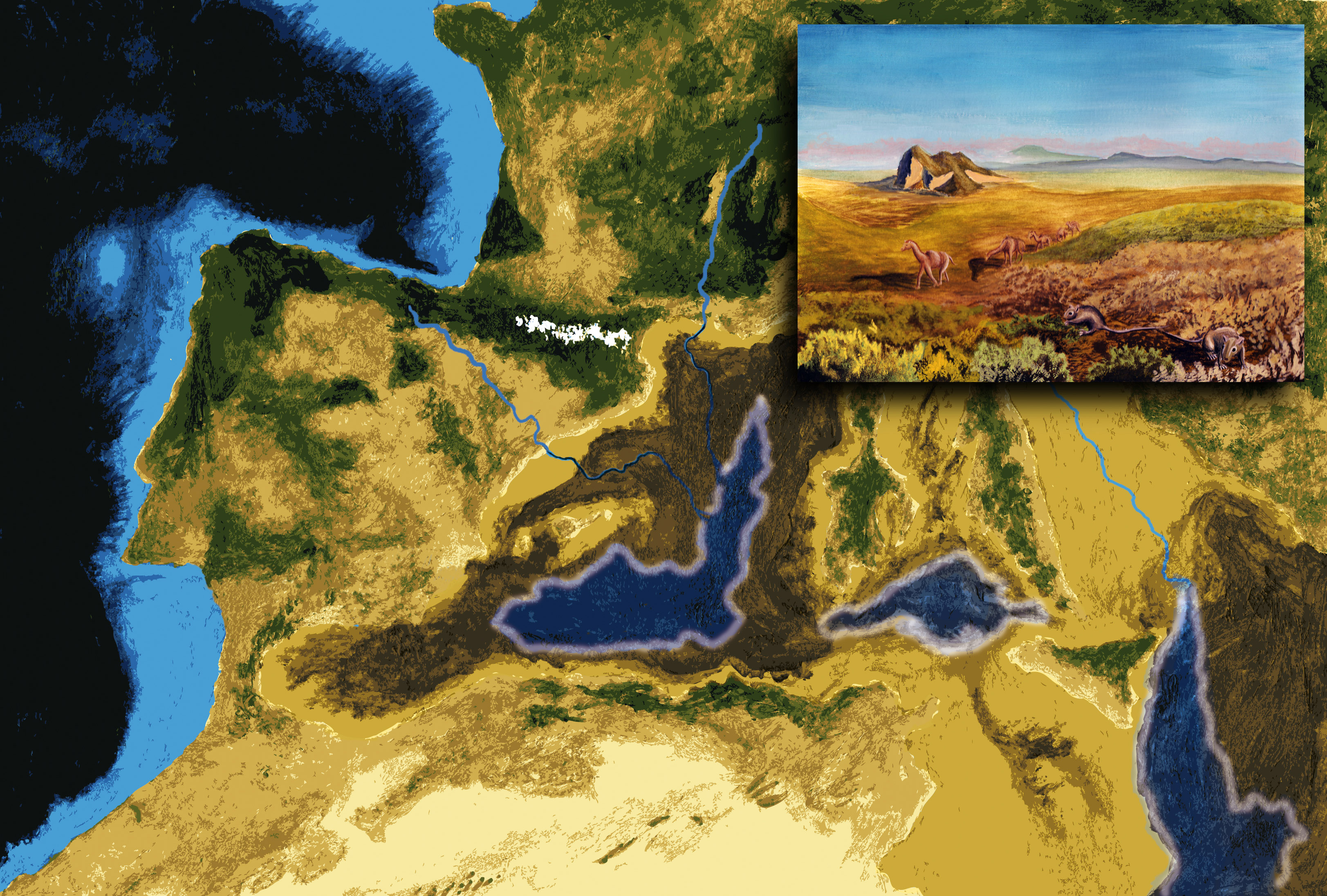
Закриття каналу між Середземним морем і Атлантичним океаном.

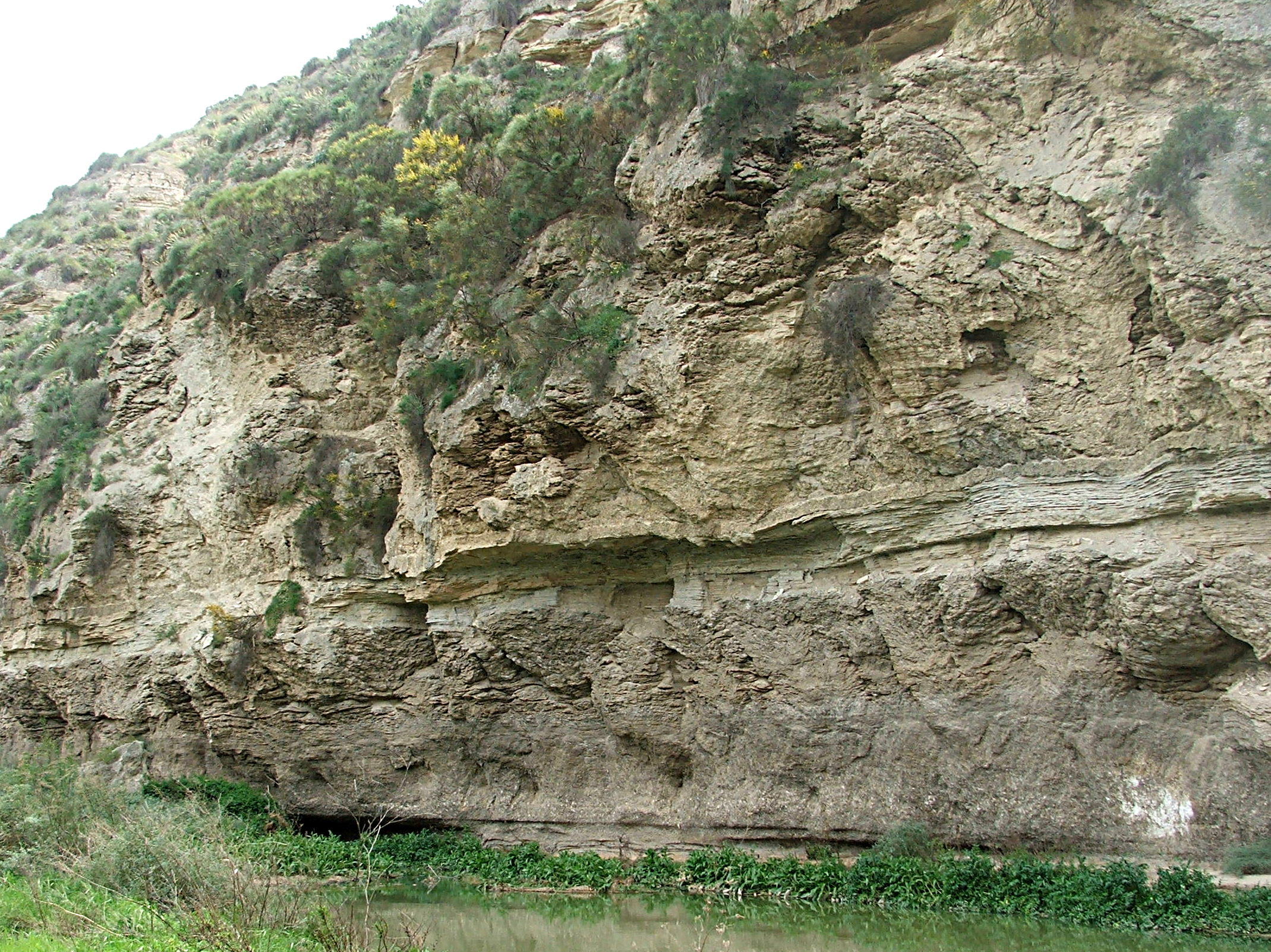
Гіпсові пласти, що постали під час Мессінського піку солоності.

Мессінський пік солоності — геологічна подія в історії  Середземного моря, в ході якого відбулося кілька (за сучасними уявленнями, вісім) циклів його часткового або практично повного висихання в кінці міоцену, 5,96–5,33 млн років тому (Мессінський ярус). Висихання відбувалося за час порядку тисячоліття, а наповнення — за місяці; в деяких місцях розрахункова швидкість наростання рівня води повинна була складати близько 10 м/добу.

## Клімат
Клімат на оголеному дні моря невідомий, на Землі немає порівнянних місць. Немає навіть згоди в тому, чи висихало море повністю; найбільш імовірно, що як мінімум 3–4 сильносолоних озера залишалися на його дні.
Розрахунки показують, що на рівні землі в 4 км нижче рівня океану температура повинна бути на 40 °C вище, тобто до +80 °C, а тиск повітря має бути від 1,45 до 1,71 атм (1102–1300 мм ртутного стовпа). Вологість повітря оцінити важко, але неглибокі райони швидше за все були дуже сухими.

## Глобальні ефекти
Вода Середземного моря перерозподілялася у Світовому океані, що мало привести до підвищення його рівня на величину до 10 метрів. Також відкладення солей під рівнем висохлого моря повинно було помітно понизити солоність океану.